# Adolf Glaser

Adolf Glaser

Unterschrift Ihr ergebener Dr. A. Glaser unter einen Brief an George Westermann vom 23. November 1856.

Adolf Glaser, auch Adolph Glaser; Pseudonym: Reinald Reimar (* 15. Dezember 1829 in Wiesbaden, Herzogtum Nassau; † 21. März 1915 in Freiburg im Breisgau) war ein deutscher Schriftsteller, Journalist und Schriftleiter.

## Leben
Adolf Glaser widmete sich zuerst in Mainz dem Kunsthandel, bereitete sich dann für die Universität vor und studierte ab 1853 Geschichte und Philosophie an der Universität Berlin. 1856 übernahm er in Braunschweig die Redaktion der gerade neu gegründeten Kulturzeitschrift „Westermanns Monatshefte“ und behielt dieses Amt mit Unterbrechungen bis 1907.

## Werke
Seine schriftstellerische Laufbahn begann Glaser mit den unter dem Pseudonym Reinald Reimar erschienenen Dramen Kriemhildens Rache (Hamburg 1853) und Penelope (Hamburg 1854).
Es folgten unter seinem eigenen Namen die Romane Familie Schaller (Prag 1857, 2 Bände) u. Bianca Candiano (Hannover 1859); Erzählungen und Novellen (Braunschweig 1862, 3 Bände); Gedichte (1862); das Trauerspiel Galileo Galilei (Berlin 1861); der Roman Was ist Wahrheit? (Braunschweig 1869) und Leseabende (1867, 4 Bände); ferner Der Hausgeist der Frau von Estobal (Berlin 1877); Schlitzwang (1878); Eine Magdalena ohne Glorienschein (1878); Weibliche Dämonen (1879, 2 Bände); die Novellensammlung Aus dem 18. Jahrhundert (Leipzig 1880); Wulfhilde, Roman aus dem 12. Jahrhundert (Berlin 1880); Moderne Gegensätze (Leipzig 1881); Aus hohen Regionen (Wismar 1882); Savonarola (Leipzig 1883); Das verschwundene Dokument (1883); Cordula (1885); Das Fräulein von Villecour (Dresden 1885).
Daneben wendete sich Glaser vorzugsweise der freien Bearbeitung niederländischer Produktionen zu und trug so zum Bekanntwerden einer Reihe holländischer Autoren in Deutschland bei Hänschen Siebenstern, nach Jacob van Lennep (Braunschweig 1867); Niederländische Novellen (1867); In der Fremde, nach Gerard Keller (1868); Doktor Helmond und seine Frau, nach Cremer (das. 1874.); Lideweide, nach Conrad Busken Huet (1874); Die Arbeiterprinzessin nach Jacobus Jan Cremer (1875); Der Schwiegersohn der Frau von Roggeveen (1876) und Jeannette und Juanito (Leipzig 1881), nach Jan ten Brink; Das Haus des Schulmeisters, nach Gerard Keller (Braunschweig 1877); Von der Bretterwelt (Berlin 1882) u. a. Auch schrieb er eine Geschichte des Theaters zu Braunschweig (Braunschweig 1861).